# 加马铁热克乡
加马铁力克乡（维吾尔语：جامالتېرەك يېزىسى），是中华人民共和国新疆维吾尔自治区克孜勒苏柯尔克孜自治州阿克陶县下辖的一个乡镇级行政单位。

## 行政区划
加马铁力克乡下辖以下地区：
赛克孜艾日克村、巴格拉村、阔西太克村、乌科村、喀什博依村和阔纳霍伊拉村。